# فاشانا
فاشانا (به لاتین: Fažana) یک منطقهٔ مسکونی در کرواسی است که در شهرستان ایستریا واقع شده‌است. فاشانا ۱۳٬۸۶ کیلومتر مربع مساحت و ۳٬۵۶۹ نفر جمعیت دارد.